# Un amour à taire
Un amour à taire (Frans: een liefde om te verzwijgen) is een Franse oorlogsfilm uit 2005, geregisseerd door Christian Faure, over de deportatie van homoseksuelen tijdens de Tweede Wereldoorlog.

## Plot
Jean Lavandier is de jongste zoon van de eigenaar van een Parijse wasserette. Hij heeft sinds 5 jaar een geheime relatie met Philippe, die lid is van het verzet. Jeans broer Jacques is collaborateur en verklikt Joodse gezinnen, mede aan de hand van Joden die hun was niet meer op komen halen. Een van Jeans jeugdvrienden, de Joodse Sarah, overleeft als enige van haar familie een razzia en duikt onder bij Jean en zijn vriend Philippe, die haar valse papieren bezorgt. De oorlog zorgt ervoor dat veel Joodse klanten verdwijnen en Jean krijgt steeds meer verantwoordelijkheid. Jacques is jaloers en ontdekt de geheime relatie van zijn broer. Als Sarah hem afwijst, verklikt hij zijn broer bij de Duitsers, met de bedoeling dat Jacques hem later vrijkrijgt en waardering krijgt van zijn vader. Jean wordt echter herkend als bezoeker van een homobar en blijft gearresteerd. Hij wordt gemarteld en ervan beschuldigd met een Duitse officier geslapen te hebben.
Jean wordt gedeporteerd naar Flossenburg en later naar Dachau. In Flossenburg is hij getuige van de zware dwangarbeid die de 'roze driehoeken' moeten ondergaan. Hij is getuige van een gruwelijke executie en wordt naar Dachau gestuurd voor medische experimenten.
Philippe, Jacques en Sarah proberen om Jean vrij te krijgen, maar tevergeefs. Later wordt Philippe vermoord door de SS en krijgen Jacques en Sarah een zoon. Als de oorlog voorbij is, woedt de repressie en wordt Jacques beschuldigd van actieve collaboratie en het verklikken van zijn broer. Hij pleegt zelfmoord in zijn cel. De overlevenden komen per trein terug en Jean blijkt in Dachau zwaar gemarteld te zijn. Hij sterft thuis bij Sarah en zijn ouders aan de gevolgen van een gruwelijke lobotomie.
De film eindigt als de bejaarde Sara, inmiddels oma van twee kleinkinderen, de officiële herdenking van de deportatie wil bijwonen. Ze mag echter niet bij het officiële gedeelte zijn.

## Rolverdeling
| Acteur           | Personage         |
| ---------------- | ----------------- |
| Jérémie Renier   | Jean Lavandier    |
| Nicolas Gob      | Jacques Lavandier |
| Bruno Todeschini | Philippe          |
| Louise Monot     | Sarah             |